# HD184961
HD184961 — хімічно пекулярна зоря спектрального класу B9, що має видиму зоряну величину в смузі V приблизно  6,3.
Вона  розташована на відстані близько 571,2 світлових років від Сонця.

## Пекулярний хімічний склад
Зоряна атмосфера HD184961 має підвищений вміст 
Cr
.